# Take My Body Close
Take My Body Close är en sång skriven och producerad av Mathias Kallenberger och Andréas Berlin, och inspelad med Velvet och utgiven som singel i augusti 2008 från albumet The Queen 2009. Singeln nådde som högst en åttondeplats på den svenska singellistan.

## Listplaceringar
| Lista (2008) | Topplacering |
| ------------ | ------------ |
| Sverige      | 8            |

### Fotnoter
1. ↑  ”The Queen”. Svensk mediedatabas. 4 juni 2008. http://smdb.kb.se/catalog/id/002491072. Läst 9 september 2014.
2. ↑  ”Take My Body Close”. Swedischcharts. 4 juni 2008. http://www.swedishcharts.com/showitem.asp?interpret=Velvet&titel=Take+My+Body+Close&cat=s. Läst 9 september 2014.